# Bela vrba
Bela vrba (znanstveno ime Salix alba) je listopadno drevo iz družine vrbovk.

## Opis
Ime bela je drevo dobilo po značilni beli barvi spodnjega dela listov. Drevo zraste od 20 do 25 metrov visoko, deblo pa doseže do 60 cm v premeru. Lubje po deblu je sivo in z leti razpoka, po vejah pa je gladko in svetlejše sive barve. Krošnja drevesa je velika, sestavljena pa je iz dolgih visečih vej. Mladi poganjki so rdečkaste barve in so izredno upogljivi.
Listi so suličasti in dolgi med 7 in 10 cm. Na obeh koncih so zašiljeni. Po zgornji strani so svetleče zeleni, po spodnji pa poraščeni z gostimi kratkimi belimi dlačicami. Peclji so kratki, listni rob pa je drobno narezan. Cvetovi so združeni v mačice. Moške mačice so dolge okoli 7 cm in imajo po dva prašnika in rumene prašnice. Ženski cvetovi so manjši in rahlo povešeni. Bela vrba cveti marca in aprila, cvetovi pa se pojavijo približno ob istem času kot listi. Plodovi bele vrbe so majhne okroglaste tvorbe, polne semen, ki imajo na zgornjem koncu šopke majhnih belih dlačic.

## Razširjenost
Bela vrba se razmnožuje s semeni ali s potaknjenci, največkrat pa se zadržuje ob vodah. Uspeva v Evropi, srednji Aziji in severni Afriki. Včasih so oglje, pridobljeni iz lesa bele vrbe uporabljali pri izdelavi smodnika, lubje pa so uporabljali za strojenje. Lubje bele vrbe vsebuje tudi učinkovine za lajšanje glavobola.

## Galerija
- Bela vrba pozimi
- Mačice
- List
- Bela vrba